# Keizerin Eugénie-archipel
De Keizerin Eugénie-archipel (Russisch: Архипелаг Императрицы Евгении; Archipelag Imperatritsy Jevgenii) is een archipel in de Baai van Peter de Grote in het noordwesten van de Japanse Zee, voor de kust van de Russische kraj Primorje. De eilanden vormen onderdeel van de stad Vladivostok. De archipel bestaat uit de 5 eilanden Roesski, Popova, Rikorda, Rejneke en Sjkota en een paar dozijn kleinere eilandjes en rotsen (kekoera). Roesski is verreweg het grootste eiland en omvat twee derde van de oppervlakte van de archipel. In 2005 woonden er 6810 mensen.

## Geschiedenis
De eilanden werden het eerst gespot door Franse en Britse zeevaarders aan het begin van de jaren 1850 en werden toen vernoemd naar de Franse keizerin Eugénie de Montijo. In 1855 verscheen de eilandengroep voor het eerst op een Franse kaart. In 1858 werd de eilandengroep voor het eerst bezocht door de Russen, toen het korvet Amerika onder leiding van Jevfimi Poetjatin erlangs voer. In 1859 werden de eilanden deels verkend en beschreven door de bemanning van de klipper Strelok en het eerder genoemde korvet Amerika. Nog hetzelfde jaar verscheen de eerste Russische kaart met de bevindingen van beide schepen. In 1862 werden de eilanden uitgebreid onderzocht en beschreven door een expeditie onder leiding van luitenant Babkin, waarbij de meeste van de huidige namen werden gegeven. In 1865 verscheen vervolgens een kaart waarin de hele archipel gedetailleerd was ingetekend. In de Sovjetperiode verdween de naam archipel en werden de eilanden simpelweg aangeduid als (Roesski en) 'de eilanden ten zuiden van Roesski'. In 1994 werd de benaming archipel opnieuw in gebruik genomen.